# Tổng thống chế

Các nước "cộng hòa tổng thống" với mức độ "tổng thống chế toàn phần" được biểu thị bằng màu Xanh biển. Các quốc gia có một mức độ "tổng thống chế bán phần" được biểu thị bằng màu Vàng. Các nước cộng hòa có tổng thống mà trong đó chức vụ tổng thống được quốc hội bầu lên được biểu thị bằng màu Xanh lá. Cam là các nước "Cộng hòa đại nghị". Màu đỏ là các nước "Quân chủ lập hiến". Màu tím là các nước "Quân chủ chuyên chế". Màu nâu là các nước đơn đảng.

Tổng thống chế hay Hệ thống tổng thống (tiếng Anh: Presidential system) là một hệ thống chính phủ mà trong đó có một ngành hành pháp tồn tại và ngự trị (như tên gọi) tách biệt khỏi ngành lập pháp. Ngành hành pháp này không có trách nhiệm gì đối với ngành lập pháp và trong mọi hoàn cảnh bình thường ngành lập pháp không thể giải tán nó.
Khái niệm về vùng ảnh hưởng riêng biệt giữa ngành hành pháp và lập pháp đã được nói rõ trong Hiến pháp Hoa Kỳ cùng với sự ra đời của chức vụ Tổng thống Hoa Kỳ được bầu lên riêng biệt không lệ thuộc vào quốc hội.
Mặc dù đây không phải là hệ thống đặc trưng riêng của các nước cộng hòa vì hệ thống này vẫn có thể được áp dụng trong trường hợp của các nước quân chủ lập hiến bán phần mà trong đó nhà vua thực thi quyền lực của mình (cả trong tư cách nguyên thủ quốc gia và người đứng đầu ngành hành pháp của chính phủ) bên cạnh một ngành lập pháp nhưng thuật từ này thường có liên hệ đến các hệ thống cộng hòa ở châu Mỹ.
- Tổng thống không đề nghị các đạo luật. Tuy nhiên tổng thống có quyền phủ quyết các đạo luật của ngành lập pháp, và rồi sau đó đến lượt ngành lập pháp, bằng một đa số phiếu, có thể được dùng đến để vô hiệu quá sự phủ quyết của tổng thống. Thông lệ này được sao chép lại từ truyền thống tán thành vương quyền của Vương quốc Anh mà theo đó một đạo luật từ quốc hội không thể trở thành luật nếu không có sự tán thành của nhà vua.
- Tổng thống có nhiệm kỳ nhất định. Các cuộc bầu cử được tổ chức theo những thời gian đã được định rõ và không thể bị đưa ra để bỏ phiếu bất tín nhiệm hay những quy trình lập pháp khác có mục đích như vậy. Tại một số quốc gia, có một ngoại lệ đối với quy luật mà trong đó một vị tổng thống sẽ bị truất phế nếu xét thấy đã phạm luật.
- Ngành hành pháp là do một người nắm. Các thành viên nội các chỉ phục vụ theo ý của tổng thống và phải thực thi các chính sách của ngành hành pháp và lập pháp. Tuy nhiên, tổng thống chế thường xuyên cần có sự chấp thuận của ngành lập pháp đối với các nhân sự mà tổng thống đề cử cho các chức vụ trong nội các cũng như nhiều vị trí phức tạp khác của chính phủ, thí dụ như các quan tòa. Một vị tổng thống thông thường có quyền lực điều hành các thành viên nội các, quân sự hay bất cứ các viên chức hoặc nhân viên của ngành hành pháp, nhưng thông thường không có quyền lực bãi nhiễm hay ra lệnh cho các quan tòa.
- Quyền lực ân xá hay giảm bớt hình phạt đối với các tội phạm bị kết án thường nằm trong tay của những nguyên thủ quốc gia trong các chính phủ có ngành lập pháp và hành pháp tách biệt.

Các quốc gia có chính phủ theo tổng thống chế không nhất thiết là những quốc gia duy nhất sử dụng danh xưng tổng thống hay hình thức chính phủ cộng hòa. Chẳng hạn, một kẻ độc tài có thể hay không có thể được dân chúng bầu lên chính thức nhưng vẫn thường được gọi là tổng thống. Tương tự, nhiều quốc gia dân chủ đại nghị là cộng hòa và có tổng thống nhưng chức vụ tổng thống này phần lớn là nghi thức; các thí dụ nổi bật gồm có Đức, Ấn Độ, Ireland, Israel,... quyền lực ở đây nằm trong tay thủ tướng (xem Cộng hòa đại nghị).

## Đặc điểm của các tổng thống
Một số tổng thống trên thế giới là những nguyên thủ quốc gia mang tính nghi thức cũng giống như các nhà vua tại các quốc gia quân chủ lập hiến. Những vị tổng thống này không phải là những người đứng đầu ngành hành pháp của các chính phủ (tuy nhiên một số nhà vua tại các quốc gia quân chủ lập hiến vẫn có quyền lực đặc biệt). Ngược lại, đối với một quốc gia tổng thống chế toàn phần, một vị tổng thống được nhân dân bầu lên để trở thành người đứng đầu ngành hành pháp.
Các chính phủ tổng thống chế không có phân biệt giữa chức vụ nguyên thủ quốc gia và người đứng đầu chính phủ vì cả hai chức vụ này đều do tổng thống nắm. Nhiều chính phủ đại nghị chế có một nguyên thủ quốc gia biểu tượng trong hình thức là một vị tổng thống hay một nhà vua (một số nhà vua vẫn duy trì quyền lực đặc biệt). Người này có trách nhiệm hình thức hóa các chức năng của quốc gia hay trong trường hợp của các nhà vua với những quyền lực đặc biệt không can thiệp vào công việc của một nghị viện đang hoạt động hiệu quả trong khi đó đặc quyền hiến định trong vai trò là người đứng đầu chính phủ thì thường thường do thủ tướng đảm nhiệm. Những tổng thống biểu tượng có chiều hướng được bầu trong cách ít trực tiếp hơn là các tổng thống thuộc tổng thống chế toàn phần, thí dụ họ chỉ được bầu lên từ ngành lập pháp. Một vài quốc gia như Ireland và Bồ Đào Nha lại có các tổng thống biểu tượng được dân chúng bầu lên trực tiếp.
Một vài quốc gia như Nam Phi có tổng thống đầy quyền lực nhưng do ngành lập pháp bầu lên. Các tổng thống này được chọn trong cách thức tương tự như cách bầu một thủ tướng. Tuy nhiên sự khác biệt là các tổng thống này vừa là nguyên thủ quốc gia vừa là người đứng đầu chính phủ. Những người giữ vai trò hành chính trưởng này có danh xưng là "tổng thống", nhưng trong thực tế thì tương tự như các thủ tướng. Những quốc gia khác có cùng hệ thống còn có Botswana, Quần đảo Marshall, và Nauru. Thật là ngẫu nhiên, phương thức về việc ngành lập pháp bầu lên tổng thống là một phần trong Kế hoạch Virginia của James Madison và nó từng được những người viết ra Hiến pháp Hoa Kỳ xem xét nghiêm túc.
Các tổng thống trong các hệ thống tổng thống thì luôn luôn là những người tham gia tích cực trong các tiến trình chính trị mặc dù phạm vi quyền lực tương đối của họ có thể bị ảnh hưởng bởi thành phần chính trị hợp thành ngành lập pháp và việc những người ủng hộ hay những người đối lập với họ có 1 vị trí chi phối trong đó hay không. Trong một số hệ thống tổng thống như Weimar Đức Quốc và Hàn Quốc, có một chức vụ thủ tướng nhưng không như bán-tổng thống chế hay đại nghị chế, vị thủ tướng này có trách nhiệm trước tổng thống hơn là viện lập pháp.

## Các chính quyền cấp dưới quốc gia
Xem thêm: chính quyền thị trưởng-hội đồng
Các chính quyền cấp dưới quốc gia, thông thường là các khu tự quản, có thể được thành lập như hình thức tổng thống chế. Tất cả các chính quyền tiểu bang tại Hoa Kỳ đều sử dụng hệ thống tổng thống. Một thí dụ khác là Nhật Bản nơi có chính phủ quốc gia sử dụng đại nghị chế nhưng các chính quyền tỉnh và chính quyền khu tự quản có thống đốc hoặc thị trưởng được bầu lên một cách độc lập, không lệ thuộc vào hội đồng hay nghị viện địa phương.

## Những điều lợi của tổng thống chế
Những người ủng hộ thường hay cho rằng hệ thống tổng thống có bốn điều lợi cơ bản như sau:
- Ủy nhiệm trực tiếp — trong một hệ thống tổng thống, vị tổng thống thường được dân chúng bầu lên trực tiếp. Đối với một số người, điều này làm cho quyền lực của tổng thống hợp pháp hơn so với quyền lực của một vị lãnh đạo được bổ nhiệm gián tiếp. Tuy nhiên, tại Hoa Kỳ, tổng thống không được bầu trực tiếp và cũng không gián tiếp qua quốc hội nhưng bởi một đại cử tri đoàn.
- Phân lập quyền lực — một hệ thống tổng thống sẽ làm cho chức vụ tổng thống và quốc hội thành hai cơ cấu song song. Những người ủng hộ cho rằng sự giàn xếp như thế sẽ cho phép mỗi một cơ cấu đều có thể theo dõi và kiểm soát cơ cấu kia, ngăn ngừa sự lạm quyền.
- Nhanh chóng và dứt khoát — một số người cho rằng một vị tổng thống với quyền lực lớn thường thường có thể thực thi nhanh chóng những thay đổi. Tuy nhiên một số người khác cho rằng phân lập quyền lực làm chậm lại hệ thống.
- Ổn định — một tổng thống, với nhiệm kỳ nhất định rõ rằng, có thể tạo ra sự ổn định hơn là một vị thủ tướng, là người có thể bị bãi nhiệm bất cứ lúc nào

### Ủy nhiệm trực tiếp
Một vị thủ tướng thường được đa số các đại biểu của dân chúng bầu ra trong khi một vị tổng thống thường thường được dân chúng bầu lên trực tiếp. Những người ủng hộ tổng thống chế cho rằng một vị lãnh đạo được dân chúng bầu lên thì dân chủ hơn một vị lãnh đạo được một bộ phận lập pháp bầu lên cho dù chính bộ phận lập pháp này cũng được bầu lên để cai trị.
Vì có thể thực hiện được hơn một chọn lựa qua bầu cử, các cử tri trong hệ thống tổng thống có thể cho biết rõ ý muốn của họ một cách chính xác hơn về chính sách của chính phủ. Chẳng hạn tại Hoa Kỳ, một số nhà khoa học chính trị diễn giải rằng chiều hướng của dân chúng Mỹ trong giai đoạn cuối của Chiến tranh lạnh là hay bầu lên một quốc hội do đảng Dân chủ kiểm soát và một tổng thống thuộc đảng Cộng hòa như là sự chọn lựa của họ về một chính sách đối ngoại Cộng hòa và chính sách đối nội Dân chủ.
Cũng có lập luận cho rằng ủy nhiệm trực tiếp một vị tổng thống sẽ làm cho ngài/bà tổng thống có trách nhiệm hơn. Lý luận đẳng sau lập luận này là rằng một vị thủ tướng luôn bị "cách biệt" với ý kiến của dân vì bộ máy nhà nước. Tuy nhiên những người chỉ trích quan điểm này thì cho rằng thông thường các vị tổng thống không thể bị truất phế khi các chính sách của họ không còn phản ánh ý muốn của công dân. Chẳng hạn, tại Hoa Kỳ, tổng thống chỉ có thể bị truất phế bằng một cuộc xét xử luận tội vì "các tội lớn nhỏ" trong khi đó các thủ tướng dễ dàng bị truất phế nếu họ không vượt qua được một cuộc biểu quyết bất tín nhiệm trong chính phủ của họ.

### Phân lập quyền lực
Sự thật là hệ thống tổng thống chia tách ngành hành pháp ra khỏi ngành lập pháp đôi khi được xem là một điều lợi mà trong đó mỗi ngành có thể truy xét hành động của ngành kia. Trong một hệ thống nghị viện, ngành hành pháp được lập nên từ ngành lập pháp khiến cho việc chỉ trích giữa hai ngành ít có cơ hội thực hiện hơn. Một cuộc chỉ trích chính thức mà ngành lập pháp sử dụng chống ngành hành pháp thường được xem là một cuộc biểu quyết bất tín nhiệm. Theo những người ủng hộ tổng thống chế, vì thiếu kiểm tra và cân bằng quyền lực nên một hành động sai trái của một vị thủ tướng có thể không được phát giác. Viết về vụ tai tiếng Watergate, Woodrow Wyatt, một cựu đại biểu quốc hội tại Vương quốc Anh nói rằng "đừng nghĩ rằng một vụ Watergate không thể xảy ra tại đây nhưng có điều bạn sẽ không thể biết được là nó có xảy ra."
Những người chỉ trích đáp lại rằng nếu một ngành lập pháp thuộc tổng thống chế bị kiểm soát bởi đảng của tổng thống thì tình trạng tương tự hiện hữu. Những người ủng hộ nhận định rằng thậm chí trong một tình trạng như thế thì một nhà lập pháp từ đảng của tổng thống vẫn ở vị trí khá hơn để chỉ trích tổng thống hay chính sách của ông nếu nhà lập pháp này tin là cần thiết vì một vị tổng thống luôn được miễn trách nhiệm đối với hậu quả của một cuộc biểu quyết bất tín nhiệm. Trong hệ thống nghị viện, kỷ luật đảng được thực thi nghiêm khắc hơn. Nếu một nghị viên công khai chỉ trích thủ tướng hay chính sách của thủ tướng đến mức độ lớn nào đó thì ông/bà nghị viên này có khả năng đối mặt với viễn cảnh lớn hơn là mất sự đề cử của đảng mình hay thậm chí bị đuổi ngay lập tức ra khỏi đảng.
Mặc dù tồn tại việc biểu quyết bất tín nhiệm, trong thực tế, thật cực kỳ khó khăn để ngăn chặn một vị thủ tướng hay nội các tạo nên quyết định của mình. Trong một chính phủ đại nghị chế, nếu một luật quan trọng được vị thủ tướng đương nhiệm và nội các của ông đề nghị mà bị "biểu quyết" bác bỏ bởi một đa số nghị viên thì điều này được xem là một cuộc biểu quyết bất tín nhiệm. Chính phủ đương nhiệm lúc đó phải từ chức hay thông báo tổ chức bầu cử lại vì vậy ít có nghị viên nào muốn làm thế (có thể lần bầu cử tới mình lại thất cử). Vì thế, một cuộc biểu quyết bất tín nhiệm tại một số quốc gia như Vương quốc Anh chỉ xảy ra một vài lần trong một thế kỷ. Năm 1931, David Lloyd George nói với một ủy ban đặc trách rằng: "Nghị viện thực sự không kiểm soát được ngành hành pháp, nghị viện là một hư ảo thuần khiết." (Schlesinger 1982)

### Nhanh chóng và dứt khoát
Một số người ủng hộ tổng thống chế cho rằng tổng thống chế có thể đáp ứng nhanh chóng đối với các tình hình đang xảy ra hơn so với đại nghị chế. Một vị thủ tướng khi hành động cần phải có sự ủng hộ của ngành lập pháp nhưng một vị tổng thống thường thường ít bị hạn chế bởi ngành lập pháp. Trong cuốn sách Why England Slept (tạm dịch Tại sao Anh Quốc ngũ), John F. Kennedy nói rằng Stanley Baldwin và Neville Chamberlain bị giới hạn vì cần phải duy trì sự tín nhiệm của viện dân biểu.
Tuy nhiên, những người ủng hộ khác về tổng thống chế đôi khi tranh cãi theo chiều hướng hoàn toàn ngược lại khi cho rằng tổng thống chế có thể từ từ tạo ra quyết định để có kết quả thuận lợi. Chính phủ phân lập, là chính phủ có ghế tổng thống và quốc hội bị kiểm soát bởi hai đảng phái khác nhau, được cho là để kiềm chế sự quá mức của cả hai đảng và để bảo đảm rằng ý kiến của lưỡng đảng sẽ được đưa vào trong tiến trình làm luật. Tại Hoa Kỳ, Dân biểu đảng Cộng hòa là Bill Frenzel vào năm 1995 có viết như sau:
Có một số người trong chúng ta nghĩ rằng bế tắc (ghi chú dịch thuật: hai đảng phái không đồng ý với nhau về một vấn đề nào đó) là việc tốt nhất kể từ thời ống dẫn đặt trong nhà (ghi chú dịch thuật: trước kia ống dẫn cầu xí đặt bên ngoài nhà, nay đặt trong nhà nên là điều tốt nhất). Bế tắc là món quà tự nhiên mà những người viết ra Hiến pháp đã cho chúng ta để quốc gia này không phải chịu đựng những sự đánh đu về chính sách do tính bất thường của công chúng. Và cuộc tranh đua - cho dù là đa ngành, đa cấp bậc, hay đa viện - thì cũng quan trọng đối với việc kiểm tra và quân bình quyền lực và đối với loại chính phủ trung hòa đang hiện diện của chúng ta. Cảm ơn trời chúng ta không có một chính phủ quốc hữu hóa một năm và rồi tư hữu hóa năm sau, và cứ như thế tiếp diễn vô cùng tận. (Trích trong Checks and Balances, 8)

### Ổn định
Mặc dù đa số các chính đại nghị chế tồn tại một thời gian dài mà không bị đưa ra biểu quyết bất tín nhiệm nhưng Ý, Israel, và Đệ tứ Cộng hòa Pháp đã gặp phải khó khăn duy trì ổn định. Khi các hệ thống đại nghị có nhiều đảng phái và các chính phủ bị cưỡng ép lệ thuộc vào các liên minh chính trị như họ thường làm tại các quốc gia sử dụng hệ thống đại diện tỉ lệ, theo lý thuyết thì các đảng phái cực đoan có thể sử dụng hình thức đe dọa rời khỏi một liên minh để đòi hỏi chính phủ phải chấp thuận chương trình nghị sự của họ.
Nhiều người xem tổng thống chế là hệ thống chính trị có khả năng tồn tại hơn trong những tình huống cấp bách. Những người ủng hộ tổng thống chế cho rằng một quốc gia dưới sức ép to lớn có thể khá hơn nếu được lãnh đạo bởi một tổng thống có nhiệm kỳ cố định hơn là được lãnh đạo bởi những vị thủ tướng luôn bị thay đổi. Pháp trong thời Chiến tranh giành độc lập của Algeri đã chuyển đổi sang một hệ thống chính phủ bán-tổng thống chế giống như Sri Lanka đã làm như thế trong thời nội chiến trong khi Israel đã thử nghiệm có một vị thủ tướng được bầu lên trực tiếp vào năm 1992. Tại Pháp và Sri Lanka, kết quả được nhiều người cho là có mặt tích cực sau khi có sự thay đổi thể chế. Tuy nhiên, trong trường hợp của Israel, sự gia tăng các đảng nhỏ hơn chưa từng thấy trước đây đã khiến cho quốc gia này quay trở về hệ thống cũ là quốc hội chọn lựa thủ tướng.
Thực tế là các cuộc bầu cử dưới chính thể tổng thống chế có thời hạn rõ rệt nên được xem là một cuộc kiểm soát đối với quyền lực của ngành hành pháp (nếu tốt đẹp thì được tái đắc cử, bằng không sẽ bị thất cử). Hệ thống đại nghị thì đối ngược lại, thường cho phép thủ tướng kêu gọi bầu cử bất cứ khi nào thủ tướng nhận thấy thích hợp hoặc tự mình giàn dựng một cuộc bầu phiếu bất tín nhiệm để khởi sự một cuộc bầu cử khi thủ tướng không thể đưa dự luật của mình được thông qua. Kiểu mẫu tổng thống chế được cho rằng là làm nản lòng những người theo chủ nghĩa cơ hội, và thay vào đó bắt buộc tổng thống phải hoạt động trong giới hạn một nhiệm kỳ mà mình không thể thay đổi để thích ứng với nhu cầu của chính mình. Theo lý thuyết, nếu vị thế và hành động của một vị tổng thống có ảnh hưởng tích cực đối với quốc gia của mình thì rất có thể ứng cử viên trong đảng của ông hay chính ông sẽ được bầu thêm một nhiệm kỳ mới.

## Chỉ trích
Những người chỉ trích nêu ra ba bất lợi cơ bản sau đối với tổng thống chế:
- Có chiều hướng dẫn đến độc tài — Một số nhà khoa học chính trị nói rằng về mặt hiến định, tổng thống chế không ổn định. Theo một số nhà khoa học chính trị như Fred Riggs thì tổng thống chế đã rơi vào tình trạng chủ nghĩa độc tài trong gần như mọi quốc gia từng thử qua thể chế này. Người chỉ trích tổng thống chế như Dana D. Nelson trong cuốn sách của mình xuất bản năm 2008 có tên Bad for Democracy[2] nhận thấy chức vụ tổng thống tại Hoa Kỳ về cơ bản là phi dân chủ[3] và bà nhận thấy rằng chủ nghĩa tổng thống giống như là công dân tôn thờ tổng thống mà có chiều hướng làm hao mòn sự tham gia đóng góp của công dân.[3]
- Bế tắc chính trị - Sự phân lập quyền lực của tổng thống chế tạo nên ngành hành pháp dưới quyền tổng thống và ngành lập pháp thành hai cơ cấu song lập. Những người chỉ trích cho rằng điều này thường xuyên tạo ra bế tắc và bất ổn chính trị kéo dài bất cứ khi nào tổng thống và đa số thành viên quốc hội không cùng chung đảng phái. Việc này thường xảy ra vì cử tri thường hay trông mong kết quả nhanh chóng từ các chính sách mới hơn như có thể. Ngoài ra, điều này làm giảm bớt trách nhiệm bằng cách cho phép tổng thống và ngành lập pháp thay phiên đổ lỗi cho nhau.
- Nhiều trở ngại thay đổi lãnh đạo — người ta cho rằng việc bãi nhiệm một tổng thống không làm tròn trách nhiệm quả là một vấn đề khó khăn trước khi nhiệm kỳ của ông hay bà tổng thống kết thúc.

### Có chiều hướng dẫn đến độc tài
Đắc cử chức vụ tổng thống là một phần thưởng "kẻ chiến thắng-được tất cả". Một vị thủ tướng mà đảng của mình không chiếm được đa số trong ngành lập pháp sẽ phải thành lập một liên minh hay nếu ông ta có thể lãnh đạo một chính phủ thiểu số thì ông phải điều hành quốc gia trong cách thức làm sao để có thể chấp nhận được đối với ít nhất một số đảng đối lập. Thậm chí nếu thủ tướng lãnh đạo một chính phủ đa số, ông vẫn phải điều hành quốc gia trong phạm vi (có lẽ không thành văn) giới hạn nào đó mà các thành viên trong đảng của mình đã qui đinh - một vị thủ tướng điều hành quốc gia đi ra khỏi phạm vi giới hạn thường có nguy cơ mất quyền lãnh đạo đảng của mình hơn là đảng của mình phải bị nguy cơ thất cử trong kỳ bầu cử sắp tới. Ngược lại, một khi đắc cử, một vị tổng thống không chỉ làm ngơ ảnh hưởng của các đảng khác mà còn có thể loại bỏ các phần tử đối nghịch trong chính đảng phái của mình, hay thậm chí rời bỏ đảng mà mình đã đại diện ra tranh chức tổng thống. Như thế tổng thống có thể điều hành quốc gia mà không cần có bất cứ đồng minh nào trong thời gian một hoặc có thể là nhiều nhiệm kỳ. Tình huống như thế đáng gây quan ngại cho nhiều số nhóm lợi ích. Juan Linz cho rằng:
Sự nguy hiểm mà các cuộc bầu cử tổng thống "chiến thắng được tất cả" tạo ra thì càng gia tăng theo sự cứng nhắc của nhiệm kỳ cố định của chức vụ tổng thống. Người thắng và kẻ thua trong cuộc bầu cử tổng thống được quyết định rất rõ rằng trong hết khoảng thời gian của nhiệm kỳ tổng thống... người thất cử phải chờ đợi bốn hoặc năm năm mà không được bất cứ một chút quyền lực hành pháp nào. Trò chơi thắng được tất cả trong các chế độ tổng thống làm gia tăng sự đánh cược trong các cuộc bầu cử tổng thống và lẽ hiển nhiên làm cho các cuộc bầu cử này trở nên căng thẳng và phân hóa đối với những người tham dự.
Đặc biệt các hiến pháp mà chỉ đòi hỏi sự ủng hộ đa số thì được cho là đáng thất vọng nhất vì quyền lực to lớn có thể nằm trong tay của một người mà chẳng được sự ủng hộ của đa số dân chúng.
Một số khoa học gia chính trị nói thêm rằng các hệ thống tổng thống khó thực hiện được những tiến trình dân chủ về lâu về dài. Họ nhận định rằng tổng thống chế đã rơi vào tình trạng độc tài tại nhiều quốc gia áp dụng nó. Seymour Martin Lipset và những người khác thì cẩn thận chỉ ra rằng việc này thường xảy ra trong các nền văn hóa chính trị, không dẫn đến dân chủ và rằng quân đội có chiều hướng đóng vai trò quan trọng tại đa số các quốc gia này. Tuy nhiên, một số khía cạnh nào đó của tổng thống chế có thể đã đóng một vai trò trong một số tình huống.
Trong một hệ thống tổng thống, ngành lập pháp và tổng thống có cùng sự ủy nhiệm hợp pháp ngang bằng của công chúng. Thường thì không có cách nào để tạo hòa hoãn xung đột giữa hai ngành này của chính phủ. Khi tổng thống và ngành lập pháp không đồng ý với nhau khiến cho chính phủ làm việc không hiệu quả thì có một động cơ đầy quyền lực được vận dụng nằm ngoài phạm vi của hiến pháp để phá vỡ sự bế tắc.
Ecuador đôi khi được đưa lên làm một thí dụ để nghiên cứu về sự thất bại dân chủ trong hơn một phần tư thế kỷ vừa qua. Các vị tổng thống ở quốc gia này đã không đếm xỉa gì đến ngành lập pháp hay bỏ qua ngành lập pháp. Một tổng thống ra lệnh cho quốc hội bị xịt hơi cay trong khi đó một vị tổng thống khác bị các binh sĩ nhảy dù bắt cóc cho đến khi ông đồng ý một số đòi hỏi của quốc hội. Từ năm 1979 đến năm 1988, Ecuador đã trải qua một loạt nhiều biến cố đối đầu giữa ngành hành pháp và lập pháp. Những biến cố này đã tạo nên một bầu không khí khủng hoảng gần như là thường trực trong chính sách. Năm 1984, Tổng thống León Febres Cordero cố tìm cách ngăn cản những tân thẩm phán được quốc hộ đề cử nhậm chức. Tại Brasil, các vị tổng thống hoàn thành mục đích của mình bằng việc tạo các cơ quan hành chính mà quốc hội không có tiếng nói nào.

### Bế tắc chính trị
Một số nhà khoa học chính trị nói về "sự thất bại của tổng thống chế" vì sự phân lập quyền lực của hệ thống tổng thống thường tạo ra sự bất ổn và bế tắc chính trị dài hạn và khó chịu vào bất cứ khi nào tổng thống và đa số thành viên của ngành lập pháp thuộc hai đảng phái chính trị khác nhau. Điều này thường hay xảy ra vì cử tri thường trông mong kết quả nhanh chóng hơn từ những chính sách mới như có thể và thường ưu ái đối với các ứng cử viên từ một đảng chính trị khác vào kỳ bầu cử tới. Những người chỉ trích trong đó có Juan Linz cho rằng sự bất ổn chính trị cố hữu có thể làm cho các nền dân chủ lung lay như đã từng thấy trong những trường hợp ở Brasil và Chile.
Ngoài ra, hệ thống tổng thống bị những người chỉ trích cho rằng là không đem đến cho các cử tri loại trách nhiệm được tìm thấy trong hệ thống đại nghị. Rất dễ dàng cho cả tổng thống và quốc hội tránh né trách nhiệm bằng các đổi lỗi cho nhau. Cựu Bộ trưởng Ngân khố Hoa Kỳ, C. Douglas Dillon khi diễn tả về Hoa Kỳ có nói rằng "tổng thống đổ lỗi cho quốc hội, quốc hội đổ lỗi cho tổng thống, và công chúng vẫn bối rối và chán chường chính phủ tại Washington".
Trong cuốn sách Chính phủ Đại nghị, Woodrow Wilson đặt câu hỏi,
...làm sao hiệu trưởng, quốc gia biết được thằng bé nào đáng bị đánh bằng roi?... Quyền lực và trách nhiệm nghiêm chỉnh sử dụng quyền lực là những yếu tố cần thiết của một chính phủ tốt.... Vì thế hiển nhiên có một nhược điểm cấp tiến bên trong hệ thống liên bang của chúng ta. Hệ thống này đã chia quyền lực ra thành từng mãng và làm lẫn lộn trách nhiệm. Mục đích chính của Hội nghị 1787 dường như là để hoàn thiện lỗi lầm tai hại này. Lý thuyết văn hoa của "kiểm soát và cân bằng quyền lực" chỉ đơn giản là một lý do hợp lý của những gì mà những người tạo ra hiến pháp đã cố gắng làm; và "kiểm soát và cân bằng quyền lực" đã được chứng minh là rất tai hại ngay trong cái phạm vi mà chúng thành công trong việc thiết lập nên chính chúng... Những người tạo ra hiến pháp ắc sẽ là những người đầu tiên thừa nhận rằng thành quả duy nhất của việc phân lập quyền lực là làm cho nó trở thành vô trách nhiệm.
Hãy xét đến thí dụ về việc gia tăng nợ liên bang của Hoa Kỳ xảy ra dưới thời của chính phủ thuộc đảng Cộng hòa là Ronald Reagan. Có thể cho rằng sự thâm thủng ngân sách là sản phẩm của một cuộc mặc cả giữa Tổng thống Reagan (đảng Cộng hòa) và Chủ tịch Hạ viện Hoa Kỳ, Tip O'Neill (đảng Dân chủ)- O'Neill đồng ý không chống đối việc giảm thuế mà Reagan muốn thực hiện và để đổi lại Reagan đồng ý ký thông qua các ngân sách mà thiếu việc hạn chế chi tiêu một cách đầy đủ. Trong một kịch bản như vậy, mỗi bên có thể tuyên bố không hài lòng vì nợ và lớn tiếng đổ lỗi cho nhau vì nợ.

### Rào cản đối với việc thay đổi lãnh đạo
Vấn đề khác của hệ thống tổng thống được nói đến là việc khó khăn để truất phế sớm một vị tổng thống. Cho dù một vị tổng tống được "chứng minh là không có hiệu quả, thậm chí là mất lòng dân, thậm chí chính sách của ông không được đa số dân chúng của mình chấp thuận thì ông và phương thức của ông vẫn kéo dài mãi cho đến thời điểm có một cuộc bầu cử mới" (theo Balfour, intro to the English Constitution). Hãy xét đến John Tyler, người chỉ trở thành tổng thống vì William Henry Harrison qua đời sau 30 ngày. Tyler từ chối ký vào văn bản luật của đảng Whig (là đảng ông được đề cử làm phó tổng thống trong liên danh tranh cử tổng thống), bị đảng của mình khinh ghét nhưng vẫn nắm chắc ngành hành pháp. Vì đa số các hệ thống tổng thống không có tạo ra những phương thức pháp lý nào để truất phế một vị tổng thống với lý do đơn giản là bị mất lòng dân nên nhiều quốc gia theo tổng thống chế đã trải qua các vụ đảo chính quân sự để truất phế một nhà lãnh đạo bị xem là đã làm mất đi sự ủy nhiệm của dân chúng.
Trong các hệ thống đại nghị, những nhà lãnh đạo mất lòng dân có thể bị truất phế nhanh chóng bởi một cuộc biểu quyết bất tín nhiệm. Các cuộc biểu quyết bất tín nhiệm thì rất dễ đạt được mục đích trong những tình huống có chính phủ thiểu số. Tuy nhiên, nếu một lãnh tụ không được lòng dân lãnh đạo một chính phủ đa số thì nhà lãnh đạo này vẫn thường ở trong vị trí ít an toàn hơn là một vị tổng thống. Truất phế một tổng thống qua luận tội là một tiến trình nằm trong đa số các hiến pháp nhưng việc tiến hành luận tội thường không thể được dùng đến trừ khi tổng thống đã vi phạm hiến pháp và/hay phạm luật. Việc luận tội thường được tiến hành trong một trình tự rất khó khăn so với trình tự để truất phế một người lãnh đạo đảng. Gần như tất cả các đảng chính trị (bao gồm các đảng cầm quyền) có một phương pháp tương đối đơn giản và thẳng tiến để truất phế những người lãnh đạo của họ. Nếu một vị thủ tướng bị mất lòng dân khá trầm trọng và từ chối từ chức trước khi có cuộc bầu cử mới thì những thành viên trong đảng của ông hay bà sẽ đối mặt với viễn tưởng mất ghế của họ ở lần bầu cử mới. Vì thế những thành viên nổi bật của đảng có động cơ rất mạnh mẽ bắt đầu thách thức quyền lực lãnh đạo của thủ tướng với hy vọng làm giảm bớt thiệt hại cho đảng của mình. Thường thường, một vị thủ tướng đối mặt với sự thách thức quyền lãnh đạo một cách trầm trọng sẽ chọn giải pháp bảo vệ mặt mũi bằng cách từ chức trước khi ông/bà chính thức bị bãi nhiệm - Sự việc Margaret Thatcher từ chức thủ tướng là một thí dụ nổi bật vừa qua.
Trong cuốn Hiến pháp Anh, Walter Bagehot đã chỉ trích tổng thống chế vì nó không cho phép một sự chuyển giao quyền lực trong sự kiện có một tình trạng khẩn cấp.
Dưới hiến pháp nội các vào lúc đột nhiên có một tình trạng khẩn cấp, người dân có thể chọn lựa một nhà cai trị tạm thời cho hoàn cảnh đó. Rất có thể là nhà cai trị này không phải là nhà cai trị trước khi hoàn cảnh đó xảy ra. Những phẩm chất tuyệt hảo, ý chí cấp bách, năng lực nhanh chóng, bản chất hăng hái thích hợp cho một cuộc khủng khoảng lớn thì không cần thiết mà ngược lại chỉ là những trở ngại cho những lúc bình thường. Một Ngài Liverpool thì thích hợp đối với chính sự hành ngày hơn một Ngài Chatham — một Louis Philippe thì tốt hơn một Napoleon. Theo cấu trúc thế giới mà chúng ta muốn, vào thời điểm đột nhiên xảy ra bão tố dữ dội, để đổi người lái tàu - ta phải thay thế hoa tiêu đặt trách lúc gió lặng bằng hoa tiêu đặc trách lúc gió bão.
Nhưng dưới một chính phủ tổng thống chế, bạn không thể làm gì được. Chính phủ Mỹ tự gọi họ là một chính phủ của nhân dân tối cao; nhưng vào lúc có một cuộc khủng hoảng xảy ra nhanh chóng, thời gian khi mà quyền lực chủ quyền đang cần nhất thì bạn không thể tìm ra nhân dân tối cao. Bạn có một quốc hội được bầu ra cho một khoảng thời gian cố định mà không thể kết thúc sớm hơn hay trễ hơn - bạn có một tổng thống được chọn ra cho một khoảng thời gian cố định, và không thể dời chuyển trong suốt giai đoạn đó:..không có yếu tố co giản... bạn đã chọn lựa trước chính phủ của bạn, và cho dù bạn có thích hay không thích, theo luật, bạn phải giữ chính phủ này... (trích từ "The English Constitution, the Cabinet.")
Nhiều năm sau, sự quan sát của Bagehot đã trở thành hiện thực trong suốt Chiến tranh thế giới thứ hai khi Neville Chamberlain bị thay thế bởi Winston Churchill.
Cuối cùng, nhiều người đã chỉ trích các hệ thống tổng thống vì họ cho rằng chúng chậm chạp trong việc đáp ứng những nhu cầu của công dân. Thường thường, "kiểm soát và cân bằng quyền lực" khiến cho việc hành động cực kỳ khó khăn. Walter Bagehot nói về hệ thống Mỹ như sau "ngành hành pháp bị tê liệt vì không có được luật mà mình cần đến, và ngành lập pháp trở nên xấu xa vì phải hành động vô trách nhiệm: ngành hành pháp trở nên không xứng với cái tên của nó nữa vì nó không thể thực thi những gì nó quyết định tiến hành; ngành lập pháp suy đồi vì sự tự do, vì nhận lấy các quyết định của người khác [và không phải của chính mình] sẽ gây hậu quả tai hại". (ibid.)
Những người bênh vực tổng thống chế, mặt khác, cứ khăng khăng rằng chính điều này có thể tạo ra bảo đảm rằng ước muốn và quyền lợi của nhóm thiểu số không bị chà đạp, vì thế ngăn ngừa được "sự chuyên chế của nhóm đa số" và ngược lại cũng bảo vệ ước muốn và quyền lợi của nhóm đa số khỏi sự lộng quyền của ngành lập pháp và/hay ngành hành pháp mà luôn giữ quan điểm trái ngược, đặc biệt khi có các cuộc bầu cử thường trực và có lịch trình.
Triết gia kiêm thành viên quốc hội Anh-Ireland là Edmund Burke có nói rằng các viên chức nên được bầu theo tiêu chí "quan điểm không thiên vị, sự phán đoán chín chắn, và lương tâm sáng chói của họ", vì thế phản ánh trên những luận ngữ chống và ủng hộ đối với một số chính sách nào đó trước khi nhậm chức và rồi hành động cho những gì mà viên chức đó tin rằng tốt đẹp nhất lâu dài đối với người dân trong khu vực của mình đại diện và nói chung đối với quốc gia thậm chí nó phản xung khiến cho nhiệm kỳ của mình phục vụ kết thúc ngắn ngũi. Như thế những người bênh vực tổng thống chế khăn khăn rằng đôi khi những gì có vẽ thông thái nhất thì không phải lúc nào cũng là quyết định được lòng người nhất và ngược lại.

## Những khác biệt so với một hệ thống nội các
Một số khác biệt chính về lý thuyết giữa hệ thống tổng thống và hệ thống nội các:
- Trong một hệ thống tổng thống, nguyên lý trung tâm là hai ngành lập pháp và hành pháp phải phân lập. Điều này dẫn đến các cuộc bầu cử tổng thống được tổ chức riêng biệt và tổng thống được bầu lên để phục vụ trong một hạn kỳ cố định. Tổng thống chỉ bị truất phế khi bị xét xử luận tội và bị kết án là có tội. Ngoài ra, tổng thống không cần phải chọn lựa thành viên nội các để nhận được sự ủng hộ của quốc hội. Trái ngược lại, hệ thống đại nghị, ngành hành pháp được dẫn dắt bởi một hội đồng bộ trưởng do một thủ tướng lãnh đạo. Hội đồng này trực tiếp chịu trách nhiệm trước quốc hội và thường có nền tảng của họ trong ngành lập pháp (không cần biết là quốc hội hay nghị viện)
- Cùng với nhiệm kỳ cố định của tổng thống, ngành lập pháp trong hệ thống tổng thống cũng có nhiệm kỳ cố định và không thể bị giải tán trước thời hạn. Trái ngược lại, trong hệ thống đại nghị, ngành lập pháp thông thường có thể bị nguyên thủ quốc gia giải tán bất cứ giai đoạn sống còn nào của nó, thường thường theo lời đề nghị của thủ tướng, của thủ tướng và nội các, hay của nội các.
- Trong hệ thống tổng thống, tổng thống thường có quyền lực đặc biệt trong việc thông qua các đạo luật, chính yếu dựa vào quyền phủ quyết đối với các đạo luật. Trong một số trường hợp quyền phủ quyết của tổng thống có thể chịu áp lực từ quyền lực của ngành lập pháp, với số phiếu biểu quyết đa số có thể để đánh bại quyền phủ quyết của tổng thống. Tuy nhiên, cực kỳ hiếm có khi tổng thống có quyền lực trực tiếp để giới thiệu luật mới hay tham gia bỏ phiếu cho một dự luật. Vì thế ngành lập pháp và tổng thống được trông mong phục vụ như "kiểm soát và cân bằng quyền lực" của nhau.
- Các tổng thống dưới chế độ tổng thống cũng có thể được trao cho một số lớn quyền lực hiến định để thực thi chức vụ tổng tư lệnh, đây là một chức vị hiến định được trao cho đa số tổng thống. Ngoài ra, quyền lực tổng thống tiếp nhận các đại sứ trong tư cách nguyên thủ quốc gia thường được diễn giải như cho phép tổng thống quyền lực nới rộng hơn để thực hiện chính sách ngoại giao. Mặc dù các hệ thống bán-tổng thống có thể làm giảm xút quyền lực tổng thống trong công việc chính phủ hàng ngày nhưng những hệ thống bán-tổng thống thường cho phép tổng thống quyền lực đối với chính sách ngoại giao.

Những hệ thống tổng tống cũng có ít đảng phái tư tưởng hơn so với các hệ thống đại nghị. Đôi khi ở Hoa Kỳ, các chính sách được hai đảng yêu chuộng thì cũng tương tự như nhau (có chút ít phân cực). Trong thập niên 1950, vào thời gian Lyndon Johnson làm lãnh tụ đảng Dân chủ tại Thượng viện Hoa Kỳ, các đảng viên Dân chủ ở Thượng viện Hoa Kỳ gồm có những thành viên cực hữu như Harry Byrd và Strom Thurmond, và những thành viên cựu tả như Paul Douglas và Herbert Lehman. Hình mẫu này không có được ở các nền dân chủ theo tổng thống chế ở châu Mỹ La-tinh.

### Những nhân tố chồng chéo
Trong thực tế, các nhân tố của cả hai hệ thống nằm chồng chéo lên nhau. Mặc dù một tổng thống trong tổng thống chế không phải chọn lựa 1 chính phủ "hợp ý" với ngành lập pháp nhưng ngành lập pháp có thể có quyền lực xem xét sự bổ nhiệm các quan chức cao cấp của ngành hành pháp, đôi khi có thể ngăn chặn sự bổ nhiệm một quan chức nào đó. Tại Hoa Kỳ, nhiều quan chức được đề cử vào những vị trí cao cấp trong ngành hành pháp phải được Thượng viện Hoa Kỳ xác nhận trước khi nhậm chức. Ngược lại, mặc dù hợp ý của quốc hội, một nội các đại nghị chế có thể lợi dụng các viên chức tổ chức đảng trong quốc hội (các viên chức tổ chức đảng có quyền bắt buộc các đảng viên trong đảng bỏ phiếu theo ý của đảng mình) để kiểm soát và chi phối quốc hội, làm giảm khả năng của quốc hội trong việc kiểm soát chính phủ.
Một số quốc gia như Pháp đã biến chuyển đến cấp độ mà chúng không còn được gọi chính xác là có chính phủ theo thể chế tổng thống hay đại nghị, và vì vậy được xếp loại là bán-tổng thống chế.

## Những nước cộng hòa có chính phủ theo tổng thống chế (40 quốc gia)
| - Afghanistan - Argentina - Armenia - Belarus - Bolivia - Brasil - Chile - Colombia - Costa Rica - Cộng hòa Síp | - Cộng hòa Dominican - Ecuador - El Salvador - Guatemala - Haiti - Honduras - Indonesia - Iran - Kenya | - Kazakhstan - Liberia - México - Nicaragua - Nigeria - Panama - Paraguay - Peru - Philippines | - Seychelles - Sierra Leone - Hàn Quốc - Sri Lanka - Sudan - Suriname - Tanzania - Uganda - Hoa Kỳ - Uruguay - Venezuela - Zambia |  |